# Mighty Diamonds
Mighty Diamonds es un trío jamaiquino de música reggae con una gran influencia rastafari. Se formó en 1969 en la ciudad de Kingston. Su álbum debut de 1976 llamado Right Time, al igual que Deeper Roots de 1979, son sus trabajos discográficos más populares.
El grupo continúa lanzando discos de manera regular, adaptándose de buena manera a los ritmos digitales actuales. Tabby, Bunny y Judge han producido cerca de 40 álbumes a lo largo de su extensa carrera musical.
El 29 de marzo de 2022, su cantante principal, Tabby Diamond, 67, fue asesinado por disparos.

## Discografía

### Estudio
- Right Time (1976)
- Ice on Fire (1977)
- Planet Mars Dub (1978)
- Stand Up To Your Judgment (1978)
- Tell Me What's Wrong (1978)
- Planet Earth (1978)
- Deeper Roots (1979)
- Deeper Roots Dub (1979)
- Changes (1981)
- Dubwise (1981)
- Reggae Street (1981)
- The Roots Is There (1982)
- Indestructible (1982)
- Heads of Government (1982)
- Leaders of Black Countrys (1983)
- Backstage (1983)
- Kouchie Vibes (1984)
- Diamonds Are Forever (1984)
- Pass The Kouchie (1985)
- Struggling (1985)
- If You Looking For Trouble (1986)
- The Real Enemy (1987)
- Never Get Weary (1988)
- Get Ready (1988)
- Ready for the World (1989)
- Jam Session (1990)
- Tour The World (1991)
- Patience (1991)
- The Moment of Truth (1992)
- Bust Out (1993)
- Speak The Truth (1994)
- Stand Up (1998)
- Thugs in the Streets (2006)
- Inna De Yard (2008)

### En Vivo
- Live In Tokyo (1985)
- Live In Europe (1989)
- Live At Reggae Sunsplash (1992)
- The Best of Reggae Live (2001)
- Live in Europe: Nice, France (2002)